# کاکتوس زیگزاگ
کاکتوس زیگزاگ (نام علمی: Epiphyllum anguliger) نام یک گونه از سرده کاکتوس‌های ارکیده‌ای است.